# Đợi đến ngày Tết
Đợi đến ngày Tết là một bộ phim điện ảnh truyền hình thể loại lãng mạn của Việt Nam do Hãng phim truyện Việt Nam và Điện ảnh chiều thứ bảy sản xuất năm 2006 và phát sóng lần đầu ngày 16 tháng 2 năm 2007 tức 29 tết âm lịch. Bộ phim do Phạm Nhuệ Giang đạo diễn, Hà Anh Thu viết kịch bản với diễn xuất của các diễn viên: Trúc Mai, Minh Phương, Quốc Trị, Quang Ánh...

## Nội dung
Hạnh vừa thi trượt đại học thì gặp Linh, trưởng phòng kinh doanh ở một công ty có tiếng. Sau những cảm tình ban đầu, Linh xin việc cho Hạnh vào công ty mình làm. Họ trở thành người yêu và hẹn đến ngày Tết sẽ ra mắt gia đình hai bên…
Nhưng, Hạnh mặc cảm vì gia cảnh nghèo khổ, Mẹ cô là công nhân quét rác. Cô khất lần với người yêu, tìm cách tháo lui ngày ra mắt. Nhưng, bằng cách khác, Linh đã biết và cảm thông tất cả.

## Diễn viên
- Trúc Mai trong vai Hạnh[5]
- Quang Ánh trong vai Linh
- Minh Phương
- Quốc Trị

## Giải thưởng
| Năm  | Giải thưởng                                | Hạng mục      | (Người) đề cử | Kết quả        | Tham khảo |
| ---- | ------------------------------------------ | ------------- | ------------- | -------------- | --------- |
| 2007 | Giải Cánh diều 2006                        | Phim video    | —             | Đề cử          | [ 6 ]     |
| 2007 | Liên hoan Truyền hình toàn quốc lần thứ 26 | Phim ngắn tập | —             | Huy chương Bạc | [ 3 ]     |